# Sever de Nàpols
Sever de Nàpols (Nàpols, s. IV - 400 o 409) fou el desè o catorzè, segons diferents versions, bisbe de Nàpols. És venerat com a sant per diverses confessions cristianes.

## Biografia

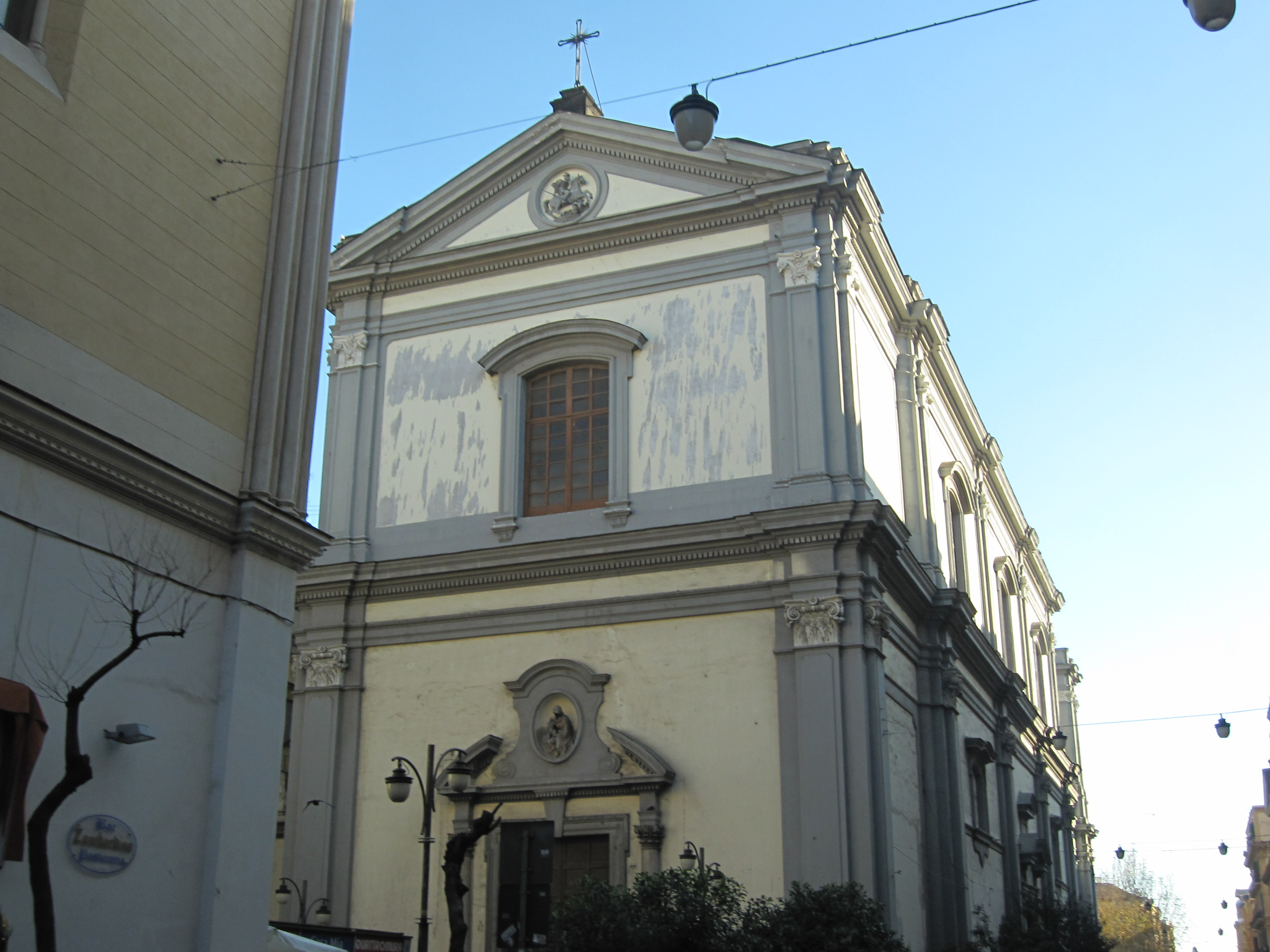
Església de San Giorgio Maggiore de Nàpols.

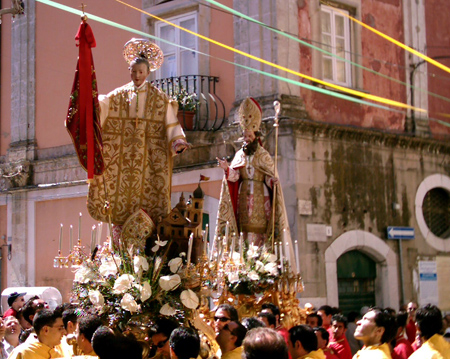
Processó a San Severo (Pulla), amb les imatges dels patrons Sant Sever (dreta) i Severí (esquerra).

Només se'n sap que fou bisbe entre 357 i 400 o poc després. Es conserva una carta adreçada a ell en 393 per Sant Ambròs de Milà, que denota la seva amistat. Quint Aureli Símmac, praefectus urbi, va lloar la qualitat de Sever en una carta de 397 o 398 al cònsol napolità Deci Albí.
L'episcopat de Sever es caracteritzà per una forta campanya d'evangelització, durant la que es construïren diversos edificis de culte com la basílica de San Giorgio Maggiore, on hi havia el baptisteri de la ciutat. Va portar a Nàpols les relíquies del bisbe Sant Màxim de Nàpols.
La tradició atribueix a Sever un dels primers casos documentats de la liqüefacció de la sang de sant Genar de Benevent.

## Veneració
Fou sebollit a les catacumbes de Sant Genar, i fou traslladat a San Severo fuori Mura (Nàpols). Avui es veneren a l'antic baptisteri, San Giorgio Maggiore. Sant Sever és un dels patrons secundaris de Nàpols, i patró principal de la diòcesi de San Severo (Pulla). La seva festivitat litúrgica és el 29 d'abril, i a San Severo el 25 de setembre.